# Белгородская губерния
Белгоро́дская губе́рния — административно-территориальная единица Российской империи в 1727—1779 годах. Губерния состояла из трёх провинций — Белгородской, Орловской и Севской — и занимала площадь, на которой сейчас расположены Белгородская, Брянская (частично), Курская и Орловская области. Губернский город — Белгород. В 1775—1779 годах, в результате губернской реформы Екатерины II, Белгородская губерния была разделена между вновь образованными наместничествами, причём Белгород стал уездным городом Курского наместничества.

## История
Белгородская губерния была выделена из Киевской губернии 1 (12) марта 1727 года. Первоначально губерния состояла из одной провинции — Белгородской, позднее, в том же 1727 году, к ней были присоединены Орловская и Севская провинции. По распределению 1719 года к Белгородской провинции было приписано 20 городов, к Орловской — 6, а к Севской — 9. Кроме того к Белгородской губернии были отнесены 5 слободских полков — (Ахтырский, Изюмский, Острогожский, Сумский и Харьковский), полуавтономных административно-территориальных и войсковых единиц, подчинявшихся Белгороду только по гражданским делам.
На территории Белгородской губернии самым крупным городом был Курск, насчитывающий по дворовой переписи 1710 года 7211 дворов, в то время как Белгород — всего 2728 дворов. Белгород был выбран в качестве главного города провинции, а затем и губернии, как главный город Белгородской черты, бывший важнейшим военно-административным центром на юге Российской империи.
В 1730 году был утверждён герб Белгорода, который одновременно являлся и гербом губернии.
В 1732 годах Слободские полки были подчинены учреждённой в Сумах Слободской комиссии и, таким образом, были выведены из состава Белгородской губернии. Однако в 1743 году полки были снова переподчинены Белгородской губернии по гражданским делам .
В 1765 году из Слободских полков была сформирована новая Слободско-Украинская губерния с центром в Харькове.
7 ноября 1775 года вышел указ Екатерины II «Учреждение для управления губерний Всероссийской империи», согласно которому «дабы губерния или наместничество порядочно могло быть управляемо, полагается в оной от 300 до 400 тыс. душ». В соответствии с этим указом в 1775—1779 годах было произведено разделение Белгородской губернии.
в 1775—1776 годах происходила передача пограничных селений от Белгородской губернии к соседним губерниям для достижения в них положенного числа душ: 25 ноября 1775 года несколько селений Белгородской губернии были переданы Смоленской губернии, затем 26 октября 1776 года последовало распоряжение об отделении 20 тысяч душ из Брянского уезда Севской провинции к Калужскому наместничеству.
19 сентября 1777 года было образовано Тульское наместничество, в которое из Орловской провинции были переданы Белёв, Новосиль и Чернь с уездами, а из Мценского уезда Орловской провинции было передано 8 тысяч жителей. При этом в Орловскую провинцию были переданы обратно 5 тысяч жителей Белёвского уезда и 3 тысячи жителей Новосильского уезда.
В начале 1778 года генерал-губернатором Белгородской губернии был назначен Репнин Николай Васильевич, который должен был подготовить открытие Орловского наместничества. Орловское наместничество было образовано 5 сентября 1778 года из Орловской и большей части Севской провинций (включая город Севск).
23 мая 1779 года указом Екатерины II была учреждена Курская губерния, по этому указу Валуйский уезд и части других уездов с общим числом населения в 20 тысяч человек были переданы Воронежской губернии, другая часть губернии, с населением в 120 тысяч человек была передана Слободско-Украинской губернии. Город Белгород, потерявший к тому времени своё военное значение, становился обычным уездным городом в составе Курской губернии. До декабря 1779 года последний Белгородский губернатор Пётр Семёнович Свистунов руководил переносом губернских учреждений в Курск и новые уездные центры. Курское наместничество было торжественно открыто 27 декабря 1779 года в присутствии курского генерал-губернатора Петра Александровича Румянцева-Задунайского. Свистунов был назначен правителем Курского наместничества.

## Административное деление
При образовании Белгородской губернии во всех трёх провинциях числилось 35 городов (по расписанию 1719 года). В города назначились воеводы и воеводские канцелярии, которые управляли городом и уездом (сёлами и прочими населёнными пунктами, приписанными к данному городу). Те города, в которые воеводские канцелярии не назначались назывались заштатными, то есть выведенный за штат. Ниже приведён список городов Белгородской губернии, положенных в штат в соответствии с указом Екатерины II «Об учинении губернаторам каждому в своей губернии росписания о приписных городах и о всех уездах…. и список городам и пригородкам, в штат положенным» от 11 октября 1764 года. В список не входят Слободские полки (Ахтырский, Изюмский, Острогожский, Сумский и Харьковский), которые были подчинены Белгородской губернии в гражданских делах.

### Белгородская провинция
В Белгородской провинции числилось 15 городов (включая Белгород) с уездами:
| №  | Название города        | Название соответствующего уезда |
| -- | ---------------------- | ------------------------------- |
| 1  | Белгород               | Белгородский уезд               |
| 2  | Валуйки                | Валуйский уезд                  |
| 3  | Вольной (Волнов)       | Волновский уезд                 |
| 4  | Карпов                 | Карповский уезд                 |
| 5  | Короча                 | Корочанский уезд                |
| 6  | Курск                  | Курский уезд                    |
| 7  | Мирополье              | Миропольский уезд               |
| 8  | Новый Оскол            | Новооскольский уезд             |
| 9  | Обоянь                 | Обоянский уезд                  |
| 10 | Салтов (Старый Салтов) | Салтовский уезд                 |
| 11 | Старый Оскол           | Старооскольский уезд            |
| 12 | Суджа                  | Суджанский уезд                 |
| 13 | Хотмыжск               | Хотмыжский уезд                 |
| 14 | Чугуев                 | Чугуевский уезд                 |
| 15 | Яблонов                | Яблоновский уезд                |

Города, оставленные за штатом:
- Алёшин (Алешня, в 1779 году уезд был Алешанский)
- Нежегольск
- Полатов
- Болховец (упоминается в расписании Белгородской провинции в 1719, но не упоминается в указе 1764 года)
- Тополи (упоминается в расписании Белгородской провинции в 1719, но не упоминается в указе 1764 года)

Кроме того, согласно указу 1764 года в следующие города была положена 1 воеводская канцелярия (объединялись уезды):
- Чугуев, Вольной и Алёшин
- Суджа, Мирополье и Карпов
- Новый Оскол и Яблонов
- Валуйки и Полатов

### Орловская провинция
В Орловской провинции числилось в штате 6 городов (включая Орёл) с уездами:
| № | Название города | Название соответствующего уезда |
| - | --------------- | ------------------------------- |
| 1 | Белёв           | Белёвский уезд                  |
| 2 | Болхов          | Болховский уезд                 |
| 3 | Мценск          | Мценский уезд                   |
| 4 | Новосиль        | Новосильский уезд               |
| 5 | Орёл            | Орловский уезд                  |
| 6 | Чернь           | Чернский уезд                   |

### Севская провинция
В Севской провинции числилось в штате 7 городов (включая Севск) с уездами:
| № | Название города | Название соответствующего уезда |
| - | --------------- | ------------------------------- |
| 1 | Брянск          | Брянский уезд                   |
| 2 | Карачев         | Карачевский уезд                |
| 3 | Кромы           | Кромский уезд                   |
| 4 | Путивль         | Путивльский уезд                |
| 5 | Рыльск          | Рыльский уезд                   |
| 6 | Севск           | Севский уезд                    |
| 7 | Трубчевск       | Трубчевский уезд                |

Города, оставленные за штатом:
- Недригайлов
- Каменный

Кроме того, согласно указу 1764 года, Трубчевск присоединялся к Брянску (в эти города была положена 1 воеводская канцелярия).

### Двойное управление
Некоторые территории с 1765 года находились под двойным управлением: «военизированным» — Слободской губернии (комиссарским, то есть «по инерции» полковым) и чисто гражданским — в Белгородской губернии (уездным — то есть воеводской канцелярии).
Двойное управление было, например, в Мирополье, территория вокруг которого управлялась одновременно из Харькова и Белгорода: Миропольское комиссарство, в котором располагалась и миропольская сотня (на деле более ста служащих в полку), подчинялось миропольскому комиссарскому правлению Сумской провинции Слободской губернии, а гражданский Миропольский уезд — миропольской воеводской канцелярии Белгородской губернии. Обе власти с 1765 по 1779 год правили одной территорией (но разными людьми), находились в одном городе; в результате современные историки не знают, как именно провести границу между двумя губерниями.
Также двойное управление было в городе Алешня — сотенном местечке Ахтырского полка, центре Олешанской сотни (не путать с Ольшанской сотней Харьковского полка).
Этот город был центром Алешанского уезда Белгородской губернии (его «гражданское» население). С 1765 по 1780 год он одновременно входит в Ахтырское комиссарство Ахтырской провинции Слободской губернии («войсковая» часть населения).
Также с центром в Хотомле одновременно существовали Хотомлянское комиссарство и кратковременно — Хотомлянский уезд.
Кроме того, в одних и тех же различных населённых пунктах Слободской губернии, в основном Острогожской провинции, проживали войсковые обыватели и члены их семей, находившиеся под юрисдикцией Слободской губернии, и «владельческие подданные» крестьяне, подчинявшиеся Белгородской губернии.
Было и обратное явление: так, Салтов, однозначно входивший в состав Белгородской губернии как уездный центр, одновременно относился к Хотомлянскому комиссарству, поскольку там жило много служивших в Харьковском полку.
Обычно часть одного и того же города, в которой жили гражданские подданные Белгородской губернии (даже если нельзя было её выделить), называлась «городом», а часть, где жили войсковые подданные Слободской губернии, «слободой». Таким образом делились Салтов и Алешня.
«Двоевластие» продолжалось до расформирования Белгородской губернии в 1779 году. Но жители, до того подчинявшиеся Белгородской губернии, и после имели меньше прав, чем их соседи, подчинявшиеся Слободской: в частности, они были обязаны покупать только подрядное откупное вино и казённую соль.

## Руководство губернии
До 1775 года главным лицом в Белгородской губернии являлся губернатор. Затем, в соответствии с «Учреждением для управления губерний Всероссийской империи» высшая политическая власть в губернии была передана генерал-губернатору, а губернатор стал отвечать за хозяйственные и финансовые дела.

### Генерал-губернаторы (Смоленский и Белгородский)
- 1775—06.1776 — Александр Иванович Глебов
- 06.1776 — 1778 — тайный советник Дмитрий Васильевич Волков
- 1778 — 23.05.1779 — Николай Васильевич Репнин

### Губернаторы
- 28.02.1727 — 04.03.1730 — генерал-поручик Юрий Юрьевич Трубецкой
- 31.01.1731 — 07.1732 — генерал-майор Иван Иванович Бибиков
- 22.08.1732 — 04.11.1733 — генерал-майор Иван Васильевич Стрекалов
- 27.08.1734 — 03.1740 — бригадир Иван Михайлович Греков
- 03.03.1740 — 02.1742 — полковник Даниил Андреевич Друцкой-Соколинский[14]
- 02.1742 — 06.1762 — действительный статский советник Пётр Михайлович Салтыков
- 1762—1764 — действительный статский советник Григорий Иванович Шаховской
- 1764—1766 — генерал-поручик Василий Васильевич Нарышкин
- 1766—1771 — тайный советник Андрей Матвеевич Фливерк
- 1771—1775 — генерал-поручик Иван Кириллович Давыдов
- 1775—1779 — генерал-поручик Пётр Семёнович Свистунов

### Вице-губернаторы
- 28.02.1727 — 09.1728 — Пётр Иванович Лачинов
- 09.1728 — 11.1730 — Иван Саввич Караулов

## Население
По данным ЭСБЕ в 1762 году население Белгородской провинции составляло 242 857 человек (мужчин?), Орловской — 202 245 человек, Севской — 272 150 человек, таким образом, общая численность населения составляла 717 265 человек.
По национальному составу в Белгородской губернии в целом преобладали русские (великороссы), но в южных уездах Белгородской и Севской провинции превалировало украинское население (малороссияне). В Валуйском, Миропольском, Новооскольском, Суджанском, Хотмыжском и Путивльском уездах малороссы составлияли более 70 % населения. Значительное число малороссиян проживало также в Вольновском (55 %), Белгородском (45 %) и Яблоновском (46 %). Активное заселение юга и юго-востока Белгородской губернии малороссиянами пришлось на вторую четверть XVIII века, в это время наблюдался значительный рост украинского населения по отношению к русскому.